# Police (azienda)
Police è un marchio italiano dedito prevalentemente alla produzione di occhiali ma presente anche in altri settori quali la bigiotteria, la profumeria, l'orologeria e nel campo dell'abbigliamento, della piccola pelletteria e degli accessori. Nata nel 1983, l'azienda era inizialmente specializzata nella progettazione di occhiali da sole.
È di proprietà della De Rigo.
Nel 1997 Police lancia la sua prima linea di profumi, nel 2004 la prima collezione di orologi, nel 2005 la prima linea di bigiotteria e nel 2008 la sua prima linea d'abbigliamento.
Nel corso della sua storia, il marchio Police è stato pubblicizzato da numerose celebrità, tra cui Paolo Maldini, Bruce Willis, George Clooney, David Beckham, Antonio Banderas e Lewis Hamilton.